# Goi
Goi (în ebraică גוי, plural goyim) este un termen biblic evreiesc pentru „națiune”. În perioada romană a căpătat înțelesul de „neevreu”. Acesta este înțelesul său și în idiș.